# Cneorhinus squamulata
Cneorhinus squamulata är en skalbaggsart som beskrevs av Gyllenhal, L. in Schönherr, CJ. 1833. Cneorhinus squamulata ingår i släktet Cneorhinus, och familjen vivlar. Inga underarter finns listade i Catalogue of Life.